# Orūj Kandī
Orūj Kandī (persiska: اُروج كَندی, اروج کندی) är en ort i Iran.   Den ligger i provinsen Västazarbaijan, i den nordvästra delen av landet, 700 km nordväst om huvudstaden Teheran. Orūj Kandī ligger 2 027 meter över havet och antalet invånare är 296.
Terrängen runt Orūj Kandī är kuperad.Runt Orūj Kandī är det ganska glesbefolkat, med 39 invånare per kvadratkilometer. Närmaste större samhälle är Bāzargān, 19,8 km nordost om Orūj Kandī. Trakten runt Orūj Kandī består i huvudsak av gräsmarker.